# Volland (Kansas)

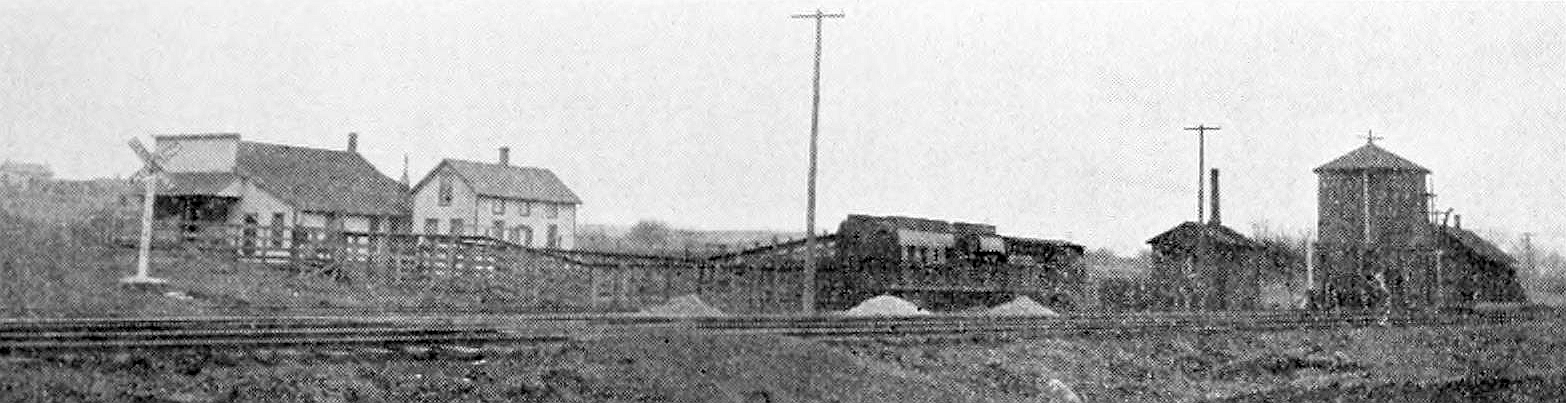
Volland (1901)

Volland ist eine Geisterstadt in Wabaunsee County im US-Bundesstaat Kansas.
Henry und Barbara Volland waren die ersten Siedler in dem Dorf, das 1888 noch den Namen Grafton trug. Später wurde Grafton nach den Vollands benannt. Zunächst war Volland eine große Eisenbahnstation der Rock Island Railroad Company, welche eine Nachfüllstation zwischen Alma und Alta Vista benötigte, um die Züge mit Kohle und Wasser zu versorgen. Hierzu wurden ein Kohleturm und ein Wasserturm errichtet.
Die Eisenbahn brachte Arbeitsplätze und damit immer mehr Leute nach Volland, so dass bald Geschäfte und eine Schule entstanden. Außerdem brachten Viehzüchter ihre Rinder und Schafe nach Volland, um sie von hier nach Kansas City bringen zu lassen. Es lebten verschiedene Familien mit deutschen Ursprung in Volland: Kratzer, Fix, Thierer, Schultz, Grimm, Cromer und natürlich Volland. Viele Arbeiter halfen beim Bau der Schienen und lebten in den Eisenbahnwagen während der Bauzeit.
Nachdem Diesellokomotiven verbreitet wurden, benötigte man Kohle und Wassertürme nicht weiter. Die Menschen zogen näher an die großen Städte und Vieh wurde per LKW transportiert. Volland wurde zur Geisterstadt. Heute steht noch das alte Schulgebäude und die Ruinen der anderen Gebäude. Das Gebiet um Volland ist heute Farmland. Die Farmer machen ihre Geschäfte im neun Meilen entfernten Alma.